# 直刃族

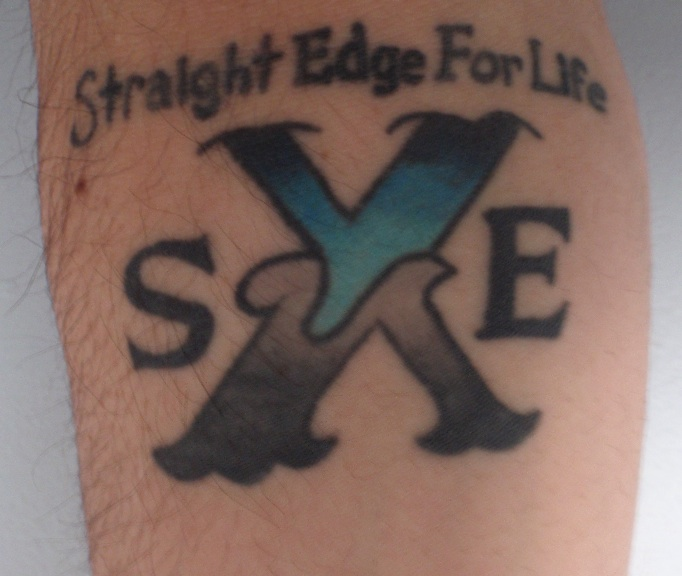
直刃族紋身

直刃族（又称节制派）（Straight-Edge，简称XXX sXe）是始於80年代的一項運動，當時在美國的年輕人之間，吸毒成了一股潮流，於是美國硬蕊龐克樂團Minor Threat的主唱Ian MacKaye發起「Straight-Edge」運動，主旨在降低慾望，回歸簡單生活，因此不吸毒、吸菸、飲酒、濫交，提倡動物權，所以也不吃肉類製品，或穿戴動物製成的衣物。20世纪80年代初，Straight edge首次出现在华盛顿特区的朋克摇滚舞台上，当时许多朋克被朋克乐队Minor Threat的主唱兼词曲作者Ian MacKaye的想法所吸引，Ian MacKaye的歌曲表达了对酗酒、吸毒和滥交或者随意性行为的蔑视，他认为这些行为在其他朋克和他的主流青少年同龄人中很常见。在他们看来，朋克的自我毁灭、虚无主义的态度和行为令他们感到沮丧，一些朋克采取了反毒品、反酒精的立场，在华盛顿特区乐队Minor Threat(安德森和詹金斯2001年)的一首同名歌曲之后，他们称自己为“Straight edge”。在20世纪70年代末和80年代初(MacKave在拉希基，1997年)。此外，Ian MacKaye的评论表明，通过戒除酒精和随意性行为，他比那些沉迷的人拥有精神和身体上的优势，或“Straight edge”(Small & Stuart, 1983)。例如，在歌曲《Straight edge （页面存档备份，存于）》中，MacKave唱道:“' Laugh at the thought of eating ludes - Laugh at the thought of sniffing glue - Always gonna keep in touch - Never want to use a rutch - I ' ve got the straight edge '(《Minor Threat》，1981a)。Lan在歌曲《Out of Step》中表达了类似的主题:我，I  don ' t smoke , don ' t drink , don ' t fuck - at least I can fucking think3这种早期的Straight edge音乐歌词一贯歌颂在精神上和身体上保持自我控制的能力，它们也传达了一种对年轻生命浪费在破坏性的过度毒品、酒精和随意性行为中的悲剧的哀叹。
对于sXers来说，拥有清晰的头脑和保持个人控制会导致自我实现，并使他们能够抵制他们认为的青年和主流文化的消极方面(Haenfier 2004)。sXe的目的，相对于简单地远离毒品，是个人和社会的;成员寻求改善自己的生活，并发出强烈的文化挑战。作为一个群体，sXers相信他们的个人选择和行动加起来会带来集体文化的改变。许多信徒也避免在关怀关系之外的性行为，严格遵循素食或纯素饮食，并参与其他形式的社会变革，如动物权利，人权工作和环保主义。
他们在国际特赦组织（ Amnesty International （页面存档备份，存于） ）和反对侵犯地球学生组织（ SAVE ）等组织中占多数，后来又成为1991年反对波斯湾战争的当地组织的重要组成部分。素食主义和动物权利在这个时候已经渗透到现场。
X符号和造型
该运动的追随者经常在衣服上佩戴该运动的标志“X”，把它纹在身上，或者用黑色魔笔把它涂在手上成员将sXe身份视为一生不使用毒品或酒精的承诺。
之後如Gorilla Biscuits、Bold、 Wide Awake、Youth of today等樂團，也認同此理念並開始以音樂傳播推廣，「Straight-Edge」常被簡寫成「sXe」，接受這項次文化的人會在手背畫上「X」來代表自己是自主自控，與思想清淅的人。
许多追随者在他们的衣服上以艺术形式展示 X 。有些人甚至把 X 画在身上或纹在身上（ Atkinson 2003；wood2003)。通常， X 符号的两侧是口号，如"drug free"、"true ' till death"或"only the strong"，传达佩戴者的主观立场（ Lahickey 1997年；wood2003)。此外，观察到由主流文化对象叠加而成的 X 符号也很常见。在音乐唱片的封面上发现的一些例子包括交叉的 judge ' s 槌（见 judge 1989b)，交叉的棒球棒和交叉的铁锹（见 Six Feet Deep 1994)。尽管" X "作为sxer的划界符号始终如一，但直人的着装风格也经历了很多转变。作为亚文化根源的反映，早期的sxer经常以光头和军靴的硬核朋克形象出现（ Wood 1999b)。
然而，20世纪80年代后期的人往往拒绝硬核朋克风格，而是选择连帽运动运动衫和棒球帽（见 Lahickey 1997年）。
X的符号也用于表示一个人或团体，当在名称前后使用时，这是一个Straight Edge的团体。
Straight Edge in China
xLost in Painx （页面存档备份，存于）